# Achille Mengé
Achille François Irénée Mengé (Brujas, 6 de diciembre de 1900-Brujas, 5 de abril de 1966) fue un deportista belga que compitió en remo. Ganó dos medallas de bronce en el Campeonato Europeo de Remo, en los años 1924 y 1929.

## Palmarés internacional
| Campeonato Europeo | Campeonato Europeo  | Campeonato Europeo | Campeonato Europeo |
| Año                | Lugar               | Medalla            | Prueba             |
| ------------------ | ------------------- | ------------------ | ------------------ |
| 1924               | Lucerna (Suiza)     | Medalla de bronce  | Cuatro con timonel |
| 1929               | Bydgoszcz (Polonia) | Medalla de bronce  | Scull individual   |